# ジョージ・ハーモニカ・スミス

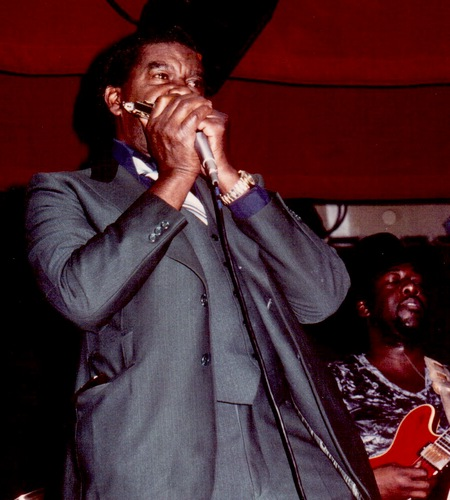
ジョージ・"ハーモニカ"・スミス、1980年撮影。

ジョージ・"ハーモニカ"・スミス（George "Harmonica" Smith、出生名：アレン・ジョージ・スミス、Allen George Smith、1924年4月22日 - 1983年10月2日）は、アメリカ合衆国のエレクトリック・ブルースのハーモニカ奏者。

## 経歴
アメリカ合衆国アーカンソー州ウェストヘレナに生まれ、イリノイ州カイロで育ち、1951年からプロとして演奏を始めた。1954年にマディ・ウォーターズのバンドに加わり、ときどきこのグループで演奏した。彼は、人生の大部分をアメリカ合衆国西海岸で過ごした。
スミスは、ベーコン・ファット (Bacon Fat) というブルースのグループで、1970年代にはビッグ・ママ・ソーントンと共演していた。ソーントンの1975年のライブ・アルバム『Jail』では、ハーモニカを吹いている。
ジョージ・"ハーモニカ"・スミスは、1983年にカリフォルニア州ロサンゼルスにおいて、59歳で死去した。

## おもなディスコグラフィ
- 2011: Teardrops Are Falling (Electro-Fi Records)[4][5]
- 1993: Harmonica Ace Ace Records[3][6]
- 1980: Harmonica Blues King Dobre Records 1061[7]